# Колбін Дмитро Петрович
Колбін Дмитро Петрович (19 червня 1930, Свердловськ, Російська РФСР, СРСР) — скрипаль, педагог, методист, музикознавець. Кандидат мистецтвознавства (1974), професор (1996). Закінчив Львівську консерваторію в 1953 по класу викладача П. М. Макаренко та аспірантуру при Київській консерваторії (1957); кер. В. М. Гольдфельд, О. Г. Манілов. Від 1957 викладає у Львівській Національній Музичній Академії ім. М. В. Лисенка. Водночас у 1957-60 роках періодично працював у Львівській музичній школі — інтернаті ім. Соломії Крушельницької. У 2002—2012 роках був головою Моцартівського товариства у Львові.
Професор кафедри скрипки Львівської Національної Музичної Академії ім. М. В. Лисенка, протягом 60 років, поєднує практично-викладацьку роботу професора по класу скрипки (частково і камерного ансамблю, квартету) з методико-теоретичною, історико-дослідницькою та музично-просвітницькою діяльністю. У нього навчались і отримали вищу освіту з фаху «скрипка» та «альт» понад сто випускників. Деякі стали популярними солістами — шоу-менами, наприклад, Народний артист України Олег Кульчицький, або Заслужений артист України Василь Попадюк (заочник). Інші обрали працю в симфонічних, оперних оркестрах, ансамблях або пішли на педагогічний шлях, наприклад, доцент Львівської Держконсерваторії Лідія Цьокан-Савицька яка ряд років була завідувачкою кафедри камерного ансамблю. Випускники Д. П. Колбіна працюють крім України та Росії також у різних країнах світу — у США, Канаді, Китаї, Польщі, Чехії, Угорщині, Ізраїлі, Іспанії. Деякий час учнями Д. Колбіна у ДМШ були Богодар Которович, Михайло Стрихарж, Олександр Крамаров (пізніше, як студ Ю. І. Янкелевича — 1 премія на конкурсі Н. Паганіні у 1973 р.), Богдан Каськів (зав.кафедрою скрипки у Львівській Національній Музичній Академії ім. М. В. Лисенка).

## Життєпис
КОЛБІН ДМИТРО ПЕТРОВИЧ народився 19 червня 1930 року у м. Свердловську (тепер Єкатеринбург РФ), в сім'ї музикантів. Мати — Ія Олексіївна Зубрицька була концертмейстером-піаністкою в Уральській консерваторії, потім — концертмейстером та викладачем фортепіано у Львівських Музичному- та Музично-педагогічному училищах. Батько — Колбін Петро Родіонович, у ЛМУ — педагог-вокаліст, який підготував багатьох співаків-солістів театрів, філармоній, лауреатів конкурсів.
Дмитро Колбін почав навчатися гри на скрипці у 1937 році, у Свердловській музичній школі у викладачів К. Садовнікова, Г. Я. Вороніна, М. І. Лідського (учня Л. Ауера). З початком війни у 1941 році до Свердловська приїхали евакуйовані митці, педагоги, у тому числі відомий одеський професор Петро Соломонович Столярський. З його діяльністю пов'язані перші здобутки радянських скрипалів на міжнародних конкурсах, а також започаткування спеціалізованих музичних шкіл-десятирічок. Дмитро Колбін був прийнятий в клас П. Столярського. Спочатку це називалося «Особливою групою музично обдарованих дітей», але через короткий час навчальний заклад було перетворено в музичну школу-десятирічку. Крім спеціальності, загальних та музично-теоретичних предметів там вивчали малювання, ритміку, бальні танці в широкому діапазоні. Учнями цієї школи були Ігор Ойстрах, піаніст Наум Штаркман та інші відомі музиканти. Асистентом П. С. Столярського був А. Л. Готсдінер, пізніше, після війни, — доктор психологічних наук, зав. кафедри психології РВУ. Тоді учень 3-го класу, Дмитро Колбін, брав участь у виступах класу П. С. Столярського в обласній філармонії. Виконував Тріо Ре-мажор Й. Гайдна з віолончелістом Вадимом Червовим та піаністом Юрієм Муравльовим (пізніше — професорами Київської та Московської консерваторій). Після смерті П. С. Столярського Д. Колбін навчався в цій школі у В. М. Гольдфельда, учня Л. Ауера, та у М. Б. Рейсона, (учня М. Лєсмана),- професора Ленінградської, а потім Ташкентської консерваторій.
По закінченні війни сім'я переїхала до Львова і Д. Колбін навчався в музичному училищі у викладачів Й. В. Москвичіва, О. О. Єгорова, С. З. Крепса (учня Ф. Ондржичка та Л. Капе в Парижі). У 1947 році Д. Колбін поступив до Львівської державної консерваторії ім. М. В. Лисенка. Його викладачем по класу скрипки став випускник московської консерваторії П. М. Макаренко (учень Б.Сібора), активний скрипаль — соліст, ансамбліст і педагог. Після недовготривалих занять в Київській консерваторії в класі Б. С. Фішмана (учня Б..Цейтліна) Д. Колбін, через хворобу маючи перерву в навчанні, повернувся до Львівської консерваторії, яку з відзнакою закінчив у 1953 році. З 1954 по 1957 роки вдосконалювався як скрипаль в аспірантурі при Київській консерваторії у професорів В. М. Гольдфельда, О. Г. Манілова. Виступав з сольними програмами з концертами В. А. Моцарта, П. Чайковського, О.Глазунова, творами Г.Ернста, Е.Шоссона. Виконував. З альтистом З. О. Дашаком виконував Концертну симфонію В. А. Моцарта; Тріо В. Косенко — з віолончелістом Г. Б. Авер'яновим та піаністкою проф.. Р. О. Лисенко; квартети В. А. Моцарта з А.Брусковим, З.Дашаком і В.Безгінським, (а пізніше у Львові — Л.в. Бетховена, О. С. Теплицького з Д. М. Лекгером, К. К. Михайловим, Г. Б. Авер'яновим).
Почавши з 1957 року працювати у Львівській консерваторії, педінституті та музичній школі-десятирічці, він вів клас скрипки, альта, квартету, педагогічної практики і курси історії смичкового мистецтва, методики навчання гри на скрипці. Ці теоретичні предмети вивчав спочатку під керівництвом доц. В. К. Стеценка, потім — Л. М. Раабена, Л. С. Гінзбурга, В. Ю. Григор"єва.. Виступав як скрипаль в концертах-лекціях в консерваторії, по радіо, телебаченню та в різних аудиторіях м. Львова з такими творами, як Поема Шоссона, Золотий півник М. А. Римського-Корсакова, Інтродукція і Рондо-Капріччіозо К. Сен-Санса, Друга Українська Рапсодія М. Лисенка, з творами О. Глазунова, Б.Маріні, М.Учелліні, В. А. Моцарта, Г.Ернста, Д.Тартіні, Ф.Крейслера. Пізніше виступав як соліст у містах Перемишль та Любачів. Виконував твори Г.Венявського, Ф.Шопена, М.Скорика та інші. На фестивалі гітаристів у литовському містечку Тракаї грав з гітаристом К. І. Сухановим твори Н.Паганіні, П.Джуліані, Ф.Каруллі та литовських композиторів.
Його аспіранти та студенти брали участь у відкритих концертах класу в різних містах України, у конкурсах, конференціях, телепередачах, тематичних концертах, у тому числі в музичних навчальних закладах Варшави, Кракова, у Радзинському товаристві ім. К.Ліпінського.
Дав багато скрипкових майстер-класів (відкритих уроків) в аудиторіях вищих, середніх та початкових музичних навчальних закладів України та в польських містах, у десяти ДМШ Подкарпацького воєводства, у муз.академіях, ліцеумах Вроцлава, Катовіць, Гданська. Кракова, Олесніци, Битома, Сувалок, Аугустова. Кілька років надавав регулярну методико-педагогічну допомогу струнним відділам музучилищ м. Рівне, Хмельницький, струнникам польських ДМШ у містах Любачув та Пшеворск. У 1996 році, після участі методистом у роботі літніх Міжнародних Курсів інтерпретації в польському місті Ланцюті, був також доповідачем на ювілейній конференції Європейської асоціації струнників (ESTA) в Сан-Лоренцо ель Ескоріал (Іспанія, біля Мадриду), на чолі з Головою цієї конференції Ієгуді Менухіним. Д. П. Колбін регулярно брав участь у міністерських методичних заходах, конференціях, інспекціях вищих та середніх навчальних закладів України, Очолював ДЕК на випускних іспитах музучилищ Чернівців, Івано-Франківська. Організовував концерти-лекції, де виступав як соліст і лектор-музикознавець. Підготував та провів багато музично-тематичних радіо- та теле-сторінок, як автор, лектор і виконавець-скрипаль 3 Неодноразово Д. П. Колбін брав участь у журі міжнародних конкурсів ім. С. Прокоф'єва в Маріуполі, «Синій птах» — у Сімферополі, М. Стрихаржа  та обласних і міських конкурсів ДМШ міст Львів, Хмельницький, загальнопольського конкурсу ДМШ у м. Ланцюті. Часто проводив методичні семінари для викладачів ДМШ Львова та області.

## Наукова діяльність
Дисертацію на здобуття наукового ступіню кандидата мистецтвознавства захистив у Московській Консерваторії в 1974 році на тему «Скрипкові концерти Моцарта». Науковим керівником був Л. С. Гінзбург, науковими опонентами — О. С. Берлянд-Чорная та І. С. Безродний.
Д. Колбін опублікував ряд дослідницьких праць в наукових збірках Львова, Києва, Москви, Зальцбурга, Відня, Вроцлава, Ряшева. Значною часткою внеску Д. П. Колбіна до історії музики є піднесення у міжнародному моцартознавстві ролі В. А. Моцарта як скрипаля, публікація невідомих моцартівських автографів а також відкриття для вітчизняних слухачів та музикознавців творчої постаті сина В. А. Моцарта — Франца Ксавера Вольфганга Моцарта (т. зв. «львівського» Моцарта). В Зальцбурзькій музикознавчій пресі (MJB des JSM та Mozarteums Mitteilungen) він опублікував невідомі моцартівські нотні, листовні автографи та інші сімейні матеріали, у тому числі дві церковні сонати G-dur KV 241, -dur KV 263, портрет Франца Ксавера Моцарта — літографію, зроблену у Львові Й.Хаусштайном. Крім статей про Ф. К. Моцарта в науковій українській, російській, австрійській, польській пресі, доповідей на музикознавчих конференціях Спілки композиторів у Москві, у Харківській консерваторії, у концертах–лекціях, Д.Колбін підготував та організував також виконання двох ново- віднайдених ним церковних сонат В. А. Моцарта, інструментальних та вокальних творів його сина — Франца Ксавера по радіо та TV у Львові, Москві, Ленінграді, Ризі, Варшаві. Десять років Д. П. Колбін був головою Моцартівського товариства у Львові. Пізніше обраний його почесним головою. З ініціативи Д. П. Колбіна у львівському кафедральному соборі св. Юра в ювілейний рік Моцарта здійснено урочисте історико-ретроспективне виконання Реквієму В. А. Моцарта та встановлено на стіні собору пам'ятну таблицю про перше виконання цього твору у 1826 р. хором св. Цецилії, створеним та керованим Ф. К. Моцартом.

Д. П. Колбін є також дослідником життя та творчості видатного польського скрипаля, диригента, композитора Кароля Ліпінського, якому присвятив п'ять праць, опублікованих у наукових збірках Вроцлавської Музичної академії. Він неодноразово був науковим опонентом та рецензентом при захисті дисертацій в консерваторіях Москви, Ленінграда, у тому числі і закордонних пошукувачів з Алжиру, Югославії, Польщі. Рецензував також монографії, підручники, напр. у 1965 році в київській газеті «Культура і життя» прокоментував випуск першого тому «Методики навчання гри на скрипці» В. К. Стеценка, у 1990 році був одним з рецензентів монографії Л. С. Гінзбурга та В. Ю. Григор'єва «История скрипичного искусства», робив доповіді в муз. академіях, училищах Львова, Хмельницького, Москви, польських міст. Допоміг відшукати могилу Ліпінського, брав участь у міжнародних урочистостях з освячення та оновлення його пам'ятника. Там виступали також і студенти Д. П. Колбіна. Брав участь і у польсько-українських музикознавчих конференціях у м. Ряшеві, публікуючи потім свої доповіді в томах наукових збірок Musica Galiciana. Кількаразово виступав із доповідями під час проведення Днів Кароля Ліпінського Товариством його імені у Радзині—Подляському. Ряд матеріалів друкував у науково-довідкових виданнях, напр. в Ősterreichisches Biographisches Lexikon W., в Музыкальном Энциклопедическом Словаре, М. Д. П. Колбін неодноразово був науковим опонентом та рецензентом при захисті дисертацій в консерваторіях Москви, Ленінграда, у тому числі і закордонних пошукувачів з Алжиру, Югославії, Польщі. Рецензував також монографії, підручники, напр. у 1965 році в часопису  «Культура і життя»   коментував випуск першого тому «Методики навчання гри на скрипці» В. К. Стеценка, а в 1990 році був рецензентом книги Л. С. Гінзбурга і В. Ю. Григор&quot;єва «История скрипичного искусства». На кафедрі скрипки ЛНМА ім. М. В. Лисенко керував підготовкою праць «магістр», «бакалавр». 

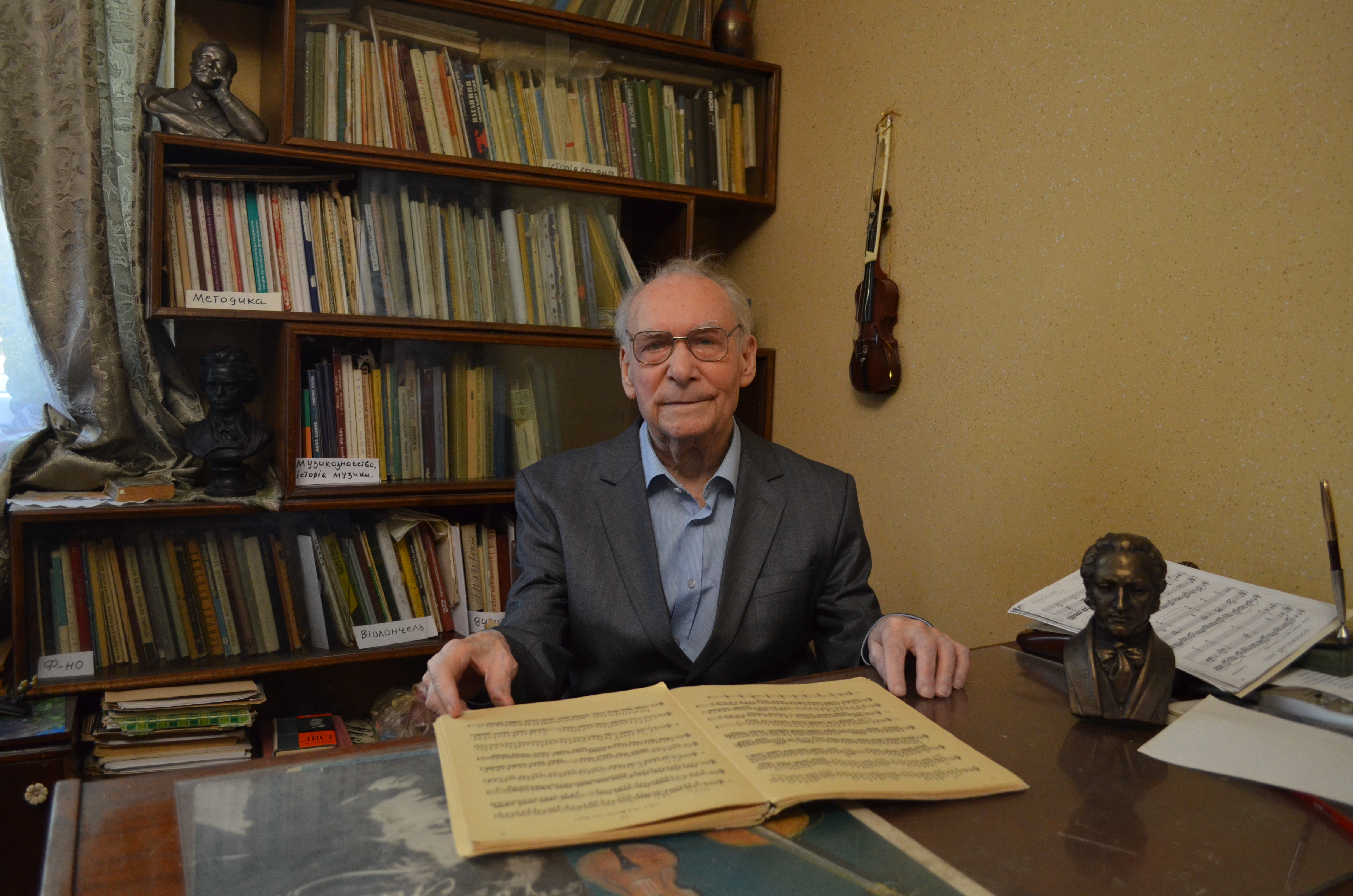
Дмитро Петрович Колбін працює у своєму кабінеті

Дав багато срипкових майстер-класів (відкритих уроків) в аудиторіях вищих, середніх та початкових музичних навчальних закладів України та в польських містах, у десяти ДМШ Подкарпацького воєводства, у музичних академіях, ліцеумах Вроцлава, Катовіць, Гданська. Кракова, Олесніци, Битома, Сувалок, Аугустова. Кілька років надавав регулярну методико-педагогіч. допомогу струнним відділам музучилищ м. Рівне, Хмельницький, струнникам польських ДМШ у містах Любачув та Пшеворск. У 1996 році, після участі методистом у роботі літніх Міжнар. курсів інтерпретації в польському місті Ланцюті, був також доповідачем на ювілейній конференції Європейської асоціації струнників (ESTA) в Сан-Лоренцо ель Ескоріал (Іспанія, близько Мадріду), на чолі з Головою цієї конференції Ієгуді Менухіним.
Д. П. Колбін регулярно брав участь у міністерських методичних заходах, конференціях, інспекціях вищих та середніх навчальних закладів України, Очолював ДЕК на випускних іспитах музучилищ Чернівців, Івано-Франківська. Організовував концерти-лекції, де виступав як соліст і лектор-музикознавець. Підготував та провів багато музично-тематичних радіо- та теле-сторінок, як автор, лектор і виконавець-скрипаль 4 Неодноразово Д. П. Колбін брав участь у журі міжнародних конкурсів ім. С. Прокоф'єва в Маріуполі, «Синій птах» — у Сімферополі, М. Стрихаржа  та обласних і міських конкурсів ДМШ міст Львів, Хмельницький, загальнопольського конкурсу ДМШ у м. Ланцюті. Часто проводив методичні семінари для викладачів ДМШ Львова та області.

## Нагороди, відзнаки
- Відзнака Міністерства Культури і туризму України «За досягнення в розвитку культури і мистецтв»,
- Пам'ятна медаль Катовіцької Музичної Академії
- Пам'ятна медаль Музичного Товариства ім. Кароля Ліпінського в м. Радзинь-Подляський

## Наукові праці
1. Скрипичные концерты В. А. Моцарта. Автореферат диссертации на соискание ученой степени кандидата искусствоведения. Московская Государственная дважды ордена Ленина Консерватория им. П. И. Чайковского, М.1974
2. В. А. Моцарт — скрипач, его исполнительские принципы // Скрипичное искусство. История, исполнительство, педагогика.- ГМПИ им. Гнесиных.-Сборник трудов — Выпуск 78 — М. 1985, С.27–50 — ISSN 0207 — 9933
3. Невідомі автографи Моцарта // Мистецтво К.1966 № 6, С.18-19
4. Улыбки Моцарта // Советская Музыка, М. 1966 № 2, С.35-40[K1]
5. До питання про редакторську роботу над творами класиків // Українське Музикознавство 2 (науковий міжвідомчий щорічник) «Музична Україна» К. 1967.С.141-151
6. Моцартовские автографы в СССР // Советская Музыка 1968 № 1, С.98-107
7. Львівський Моцарт // Музика К.№ 4 1972
8. К вопросу о подлинности скрипичного концерта D-dur Моцарта (К.271а-і) / Музыкальное исполнительство. Седьмой сборник статей. М.,1972 С.266 — 303
9. Деякі принципи розвитку техніки гри на струнно-смичкових інструментах // Методичні розробки з питань викладання гри на струнно-смичкових інструментах. Міністерство культури Української РСР, Відділ учбових закладів. Науково-методичний кабінет. К.1973, С.1–53
10. Моцарт (Mozart) Франц Ксавер Вольфганг // Музыкальная Энциклопедия 3 том, Издательство «Советская Энциклопедия» М. 1976, С. 714
11. Під ім"ям Вольфганга Амадея Моцарта // Записки Наукового Товариства ім. Т. Г. Шевченка Том CCXXXII Праці Музикознавчої Комісії. Львів 1976, С.81–98
12. Сторінки з життя та діяльності Франца Ксавера Моцарта в Галичині // Вольфганг Амадей Моцарт: погляд з XXI сторіччя. Наукові збірки Львівської державної музичної академії ім. М. В. Лисенка. Випуск
13. Львів Сполом 2006.С.113–122.- ISBN 966-665-434-2 12. Франц Ксавер Моцарт у Львові // Львів епохи Ф. К. Моцарта 1813—1838. Незалежний культурологічний часопис 86. Львів. 2017. С.57 -71
14. Про помилки, загадки і містифікації в авторстві музики // Українська Музика. Науковий часопис, щоквартальник, число 4.(26), Львів 2017, С.135-150
15. Франц Ксавер Моцарт Концерт № 2 для фортепиано с оркестром Ор25. Жанна Пархомовская. Дирижер Микола Колесса; Соната для виолончели и ф-но Ор.19 Владимир Жилин, Ж. Пархомовская. Аннотация Д.Колбина // Грамзапись ВПТО «Мелодия», Москва,1990 /СІО 29867 003/
16. Ein wiedergefundenes Mozart-Autograph // Mozart-Jahrbuch 1967 der Internationalen Stiftung Mozarteum Salzburg.1968. S.193-204
17. Autographe Mozarts und seiner Familie in der UdSSR // MJb 1968-70 Salzburg 1970. S.281-303
18. Lwower Lithographie Porträts von Franz Xaver Mozart // Mitteilungen der Internationalen Stiftung Mozarteum. Zwanzigsten Jahrgang. Doppelheft ¾. Salzburg 1972 S.1-4
19. Syn Mozarta we Lwowie // Ruch muzyczny Warszawa, 1991, 22 września
20. Ein Lemberger Porträt von Franz Xaver Mozart // Lemberg/ L'viv 1772—1918. Historisches Museum der Stadt Wien.179. Sonderausstellung 17. September bis 14. November 1993, gemeinsam mit L'vivśkyj istoryčnyj Muzej und L'vivśka Naukova Biblioteka im.V.Stefanyka
21. Lipińskiana we Lwowie // Karol Lipiński, Życie, działalność, epoka. Akademia muzyczna im.Karola Lipińskiego we Wrocławiu. Wrocław 1993, Tom II, S.157-182
22. Виступи Ференца Ліста у Львові // Musica Galiciana
23. Wyższej Szkoły Pedagogicznej. Rzeszów 1999, S.189-195 23. Концертні виступи у Львові видатних іспанських митців // Musica Galiciana Tom V, Wydawnictwo WSP Rzeszów 2000, S.193-201
24. Karol Lipiński a austro-niemiecka kultura muzyczna.// Karol Lipiński. Życie, działalność, epoka. AM im.Karola Lipińskiego we Wrocławiu. Tom III Wrocław 2003, S.45-72
25. Cechy romantyczne w twórczości Karola Lipińskiego // Karol Lipiński. Życie, działalność, epoka. AM im.Karola Lipińskiego we Wrocławiu. Tom IV. Wrocław 2007, S.180-214. ISBN 978-83-86534-43-2
26. Karol Lipiński — promotor zbliżenia europejskich kultur muzycznych // Karol Lipiński — AM im.Karola Lipinskiego we Wrocławiu — Tom V. — Wrocław 2013, BiS.37-64
27. (У співавторстві з Романом Гораком): Spuścizna Karola Lipińskiego oraz fundacja imienia Karola i Reginy Lipińskich // AM im.Karola Lipińskiego we Wrocławiu. Tom IV. Wrocław 2007, S.325-333. ISBN 978-83-86534-43-
28. [Schmied] Mieczysław Henryk; Schürrer; Skarbek Stanislaw  // Österreisches ographisches Lexikon 1993, «S»: «Schmied» Schmid Meczyslaw Henryk,; Schürrer Josef,; Schwarz Rudolf,; Skarbek Stanisław[1]….----[1] ----[K1]